# آپتوس آلفی
آپتوس آلفی (نام علمی: Aaptos alphiensis) نام یک گونه از رده اسفنج‌های شاخی است.